# Занюхча
Заню́хча — деревня в Пинежском районе Архангельской области. Административный центр Нюхченского сельского поселения.

## География
Занюхча находится на востоке Архангельской области, на левом берегу реки Нюхчи, при впадении её в Пинегу. Напротив Занюхчи, на правом берегу реки Нюхчи, располагается деревня Нюхча.

## Население
| 2002 | 2010 | 2012 |
| ---- | ---- | ---- |
| 438  | ↘335 | ↗425 |

Численность населения деревни, по данным Всероссийской переписи населения 2010 года, составляла 335 человек. В 2009 году числилось 423 человека, в 2002 году — 434 человек (русские — 100 %).

### Карты
- [mapp38.narod.ru/map2/index05.html Топографическая карта P-38-V,VI. Благоево]
- [mapp38.narod.ru/map1/index21.html Топографическая карта P-38-21,22. Сосновка]